# John Napier
John Napier, kaldet Neper (født 1550, død 4. april 1617) var en skotsk matematiker og teolog. Han ejede godset Merchiston (en).
Efter at have foretaget en studierejse i udlandet, levede Napier på et gods ved Edinburgh i Skotland. Han var optaget af tidens teologiske stridigheder, i hvilke han deltog som lidenskabelig modstander af katolicismen. Han beskæftigede sig endvidere med matematik, som blev hans hovedbeskæftigelse efter, at han 1594 havde opfundet logaritmerne.
Skønt Bürgi omtrent samtidig havde samme idé, blev det udelukkende Napier, der skaffede logaritmerne udbredelse. Hans første logaritmetabel, der særlig havde trigonometriske anvendelser for øje, offentliggjorde han i Logarithmorum canonis descriptio (1614); en beskrivelse af tabellens konstruktion og beregning gav han i det efter hans død udgivne værk
Mirifici Logarithmorum canonis constructio (1619).
1. ↑  Navnet er anført på svensk og stammer fra Wikidata hvor navnet endnu ikke findes på dansk.
2. ↑  Navnet er anført på engelsk og stammer fra Wikidata hvor navnet endnu ikke findes på dansk.
3. ↑  Navnet er anført på engelsk og stammer fra Wikidata hvor navnet endnu ikke findes på dansk.
4. ↑  Navnet er anført på engelsk og stammer fra Wikidata hvor navnet endnu ikke findes på dansk.